# Скрывающаяся огневая точка

Опорный пункт линии Мажино со скрывающейся огневой точкой с 75-мм орудием под бронеколпаком

Скрывающаяся огневая точка или СОТ — фортификационное сооружение, конструкционной особенностью которого является возможность внезапного появления на поля боя для открытия огня, причём в скрытом положении такая огневая точка ничем не выделяется на окружающей местности, а переход в боевое положение и обратно осуществляется за несколько секунд.
Первоначально, к основному назначению скрывающихся огневых точек относили уничтожение пехотных цепей, наступающих вслед за танками. Основываясь на опыте Великой Отечественной войны в качестве одного из приоритетов развития тогдашних фортификационных сооружений было названо создание бронебашенных систем скрывающегося типа с быстродействующей подъёмной механизацией. С появлением высокоточного оружия башенные установки в значительной степени потеряли свою актуальность, однако скрывающиеся боевые комплексы продолжили своё совершенствование. Например, в 1984 году на вооружение ВС СССР был принят типовой строительный комплект УФС (рус. Унифицированное фортификационное сооружение), многие элементы которого предоставляли возможность для оборудования скрывающихся огневых точек с ПТРК «Малютка», «Фагот», «Конкурс» (УФС-4 с ЗСМ-1), станковым гранатомётом СПГ-9 (УФС-4 с ЗСМ-2), пулемётами ПК, НСВ-12,7 или автоматическим гранатомётом АГС-17 (УФС-4 с ЗСМ-3). В 1990-х данное направление продолжило своё развитие в виде универсального огневого сооружения (УОС) в котором оператор вооружения располагался ниже поверхности земли, при этом имея возможность вести огонь из пулемёта, автоматического гранатомёта и осуществлять запуск ПТУР.
Современные военные представления не исключают использование скрывающихся огневых точек для противотанковой обороны в целях обеспечения флангового или косоприцельного огня по уязвимым проекциям бронетехники. Тем не менее, концепция боевых действий с использованием скрывающихся огневых точек широкого распространения не получила.